# Papa Niccolò III
Niccolò III, nato Giovanni Gaetano Orsini detto Giangaetano Orsini (Roma, 1216 circa – Soriano nel Cimino, 22 agosto 1280), è stato il 188º papa della Chiesa cattolica dal 1277 alla morte. Fu il primo papa ad abitare stabilmente in Vaticano.

## Biografia
Nobile romano appartenente alla potente famiglia Orsini, era figlio di Matteo Rosso Orsini (signore di Vicovaro e signore di Monte, Marino, Monterotondo, Galera, Formello, Castel Sant'Angelo di Tivoli, Licenza, Roccagiovine, Cantalupo Bordella, Civitella, Porcile, Bomarzo, San Polo dei Cavalieri e Castelfoglia) e di Perna Caetani. La famiglia Caetani era uno dei casati più eminenti di Anagni e  Roma; da essa provennero numerosi cardinali e due papi: Giovanni Caetani, detto Coniulo (1082), divenuto papa con il nome di Gelasio II, e Benedetto Caetani (1294), divenuto papa con il nome di Bonifacio VIII.

### Carriera ecclesiastica
Giovanni Gaetano fu nominato cardinale diacono piuttosto giovane, nel concistoro del 28 maggio 1244, con il titolo della diaconìa di San Nicola in Carcere da papa Innocenzo IV. Fu uno dei cardinali che accompagnarono Innocenzo IV quando partì per la Francia (28 giugno 1244). Partecipò al concilio di Lione l'anno successivo. Fu legato pontificio a Firenze nel 1252, in Francia nel 1258, in Sabina nel 1262 ed a Viterbo nel 1276. Fu storicamente rivale dell'altrettanto potente cardinale Riccardo Annibaldi, al quale contese ripetutamente, in quei decenni, l'elezione al Soglio pontificio.
Nella sua veste di cardinale protettore dell'ordine delle monache clarisse, modificò la regola, conosciuta come la regola di Santa Chiara, scritta in prima battuta dal cardinale Ugolino dei Conti di Segni e poi definitivamente redatta dalla stessa Santa Chiara. Tra le principali disposizioni contenute nella regola vi erano l'imposizione della clausura e il privilegio della Povertà. Una volta redatta la regola venne approvata in maniera definitiva dall'allora papa Innocenzo IV il 9 agosto 1253 anche se il privilegio della povertà era stato accordato, anni prima, alle clarisse già da papa Gregorio IX il 17 settembre 1228. 
Ma il precetto del privilegio della povertà non venne accettato dall'intera comunità claustrale e fu così che il cardinale Orsini redasse una nuova regola che sostanzialmente permetteva alle suore il possesso di beni comuni frutto di lasciti o donazioni dei fedeli oltre che provenienti dalle doti conventuali. La regola così modificata venne definitivamente approvata dal Papa Urbano IV il 18 ottobre 1263. Da questo momento l'ordine di cui era protettore il cardinale Gaetano Orsini si divise in due rami: il primo delle clarisse Damianite che seguivano la regola del 1253, il secondo delle clarisse urbaniste che avevano abbracciato invece la regola approvata da papa Urbano IV.

### Conclavi
Il cardinale Giovanni Gaetano Orsini partecipò ai seguenti conclavi:
- conclave del 1254, che elesse papa Alessandro IV
- conclave del 1261, che elesse papa Urbano IV
- conclave del 1265, che elesse papa Clemente IV
- conclave del 1271, che elesse papa Gregorio X
- conclave del luglio 1276, che elesse papa Adriano V
- conclave dell'agosto-settembre 1276 che elesse papa Giovanni XXI
- conclave del 1277, che elesse lui stesso

Non prese parte invece al conclave del 21 gennaio 1276, che elesse papa Innocenzo V.

### Pontificato
Giangaetano Orsini fu eletto papa a Viterbo nel novembre 1277 come successore di papa Giovanni XXI, in gran parte grazie all'influenza della sua famiglia, dopo un periodo di sei mesi in cui la Santa Sede era rimasta vacante: scelse il nome pontificale di Niccolò III. Poiché era cardinale diacono, fu subito consacrato sacerdote e creato vescovo dai membri del Sacro Collegio nella Basilica Vaticana in Roma.

#### Governo dell'Urbe e dello Stato Pontificio
Niccolò III volle ordinare la Chiesa sopra solide fondamenta di diritto pubblico. Nel governo temporale dello Stato, il pontefice è ricordato: a) per aver ottenuto dall'imperatore Rodolfo d'Asburgo nel maggio 1278 la conferma della sovranità della Chiesa sui propri territori; b) per la rivendicazione dei diritti della Santa Sede sul Senato romano (le trattative, avviate da Gregorio X, erano state interrotte a causa della sua prematura morte).
Il suo disegno era di costituire in Italia tre soli grandi reami: uno del Sud con capitale Napoli, uno di Lombardia con capitale Milano e uno di Toscana con capitale Firenze (quest'ultimo da affidare alla famiglia Orsini). Il 25 settembre 1277 Niccolò III inviò il cardinale Latino Malabranca (di cui era zio), come legato pontificio in Toscana e Romagna e gli affiancò un membro della famiglia Orsini: Bertoldo. Parallelamente, Niccolò III iniziò a trattare personalmente con Rodolfo d'Asburgo. Nel maggio 1278 il pontefice raggiunse l'obiettivo che si era prefissato: ottenne la conferma della cessione da parte dell'imperatore della Provincia Romandiolæ, della Marca d'Ancona e del Ducato di Spoleto e la conferma della sovranità della Chiesa sui propri territori.
Il 18 luglio 1278 Niccolò III emanò una costituzione (Fundamenta militantis ecclesiae) per il governo di Roma che avrebbe fatto epoca, la quale vietava agli stranieri di assumere incarichi civili e che dava al papa l'incarico di regolamentare la nomina dei senatori, fermo restando il diritto del popolo romano ad eleggerli. Il primo effetto di questa riforma fu la mancata riconferma della carica senatoriale al francese Carlo d'Angiò (concessagli da Clemente IV per dieci anni), che pertanto cessò da tale funzione.
Il pontefice firmò la bolla Exiit qui seminat il 14 agosto 1279, per appianare la contesa interna ai Francescani tra la corrente degli Spirituali e il resto dell'Ordine (la "comunità").
Niccolò III fece costruire un passaggio coperto, denominato Corridoio o Passetto, che in caso di pericolo avrebbe consentito al Pontefice di lasciare il Palazzo Vaticano e rifugiarsi velocemente nel fortificato Castel Sant'Angelo. Fece anche realizzare sull'altura nota come mons saccorum una struttura fortificata con torri, dove dai tempi di Innocenzo III esisteva un palazzo fortificato, ma non paragonabile alla residenza papale presso il Laterano. Fece quindi costruire un maestoso edificio, degno di ospitare il papa e tutta la Curia pontificia, e fece anche impiantare intorno ampi giardini.
 
A Soriano nel Cimino, nei pressi di Viterbo, fece costruire, tra il 1277 e il 1278, attorno ad un palazzo-torre preesistente, un'imponente fortezza (nota ai nostri giorni come Castello Orsini) che domina ancora oggi l'abitato.

### Morte

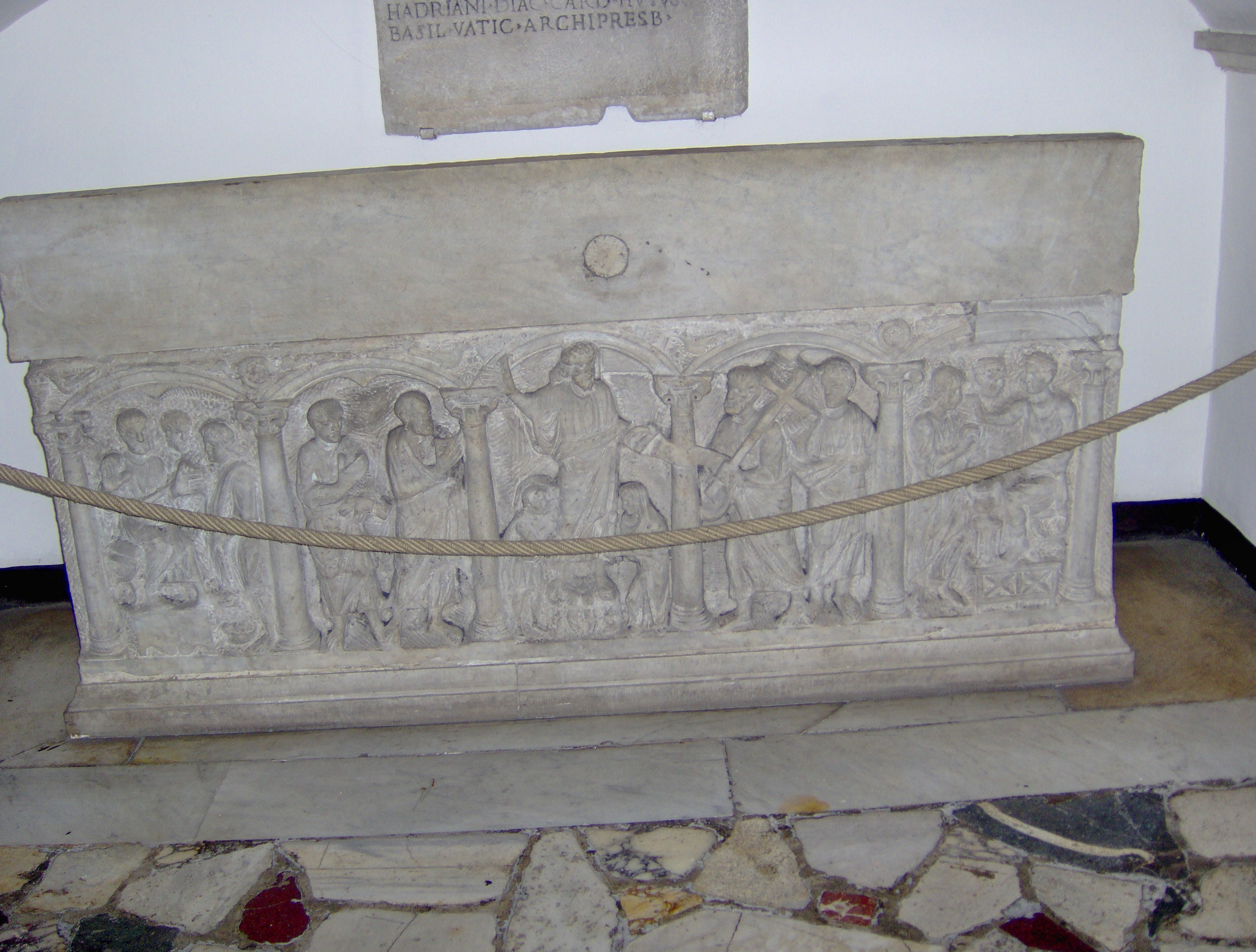
Tomba di Niccolò III nelle Grotte Vaticane

Il 22 agosto 1280 Niccolò III morì per un colpo apoplettico all'interno del castello da lui fatto erigere a Soriano, luogo da lui prediletto. È sepolto nelle Grotte vaticane.

#### Concistori per la creazione di nuovi cardinali
Papa Niccolò III durante il suo pontificato ha creato 9 cardinali in un solo concistoro.

## Niccolò III nella storiografia: il nepotismo
Benché uomo di studio e dal carattere forte, Niccolò III si attirò biasimi per i suoi sforzi nel cercare principati con cui beneficare i suoi nipoti ed altri consanguinei. Infatti nei suoi progetti vi era quello di creare un grande stato o signoria nell'Italia settentrionale, comprendente la Romagna e la Toscana, che fosse governata dagli Orsini. Il termine nepotismo, oggi largamente in uso, va ricondotto ai criteri adottati da questo Papa per nominare nipoti e parenti in importanti incarichi.

## Niccolò III nella letteratura
Dante colloca Niccolò III nella terza bolgia dell'ottavo girone infernale, riservata ai simoniaci. Con notevole visione polemica, il Poeta, estremamente sensibile al vizio della simonia, esplode in una celebre invettiva, chiamando in causa con feroce malizia anche il suo personale nemico Bonifacio VIII, nel 1300 ancora in vita ma prossimo inquilino dell'Inferno, come apertamente dichiara lo stesso Niccolò III:
(Dante Alighieri, Divina Commedia, Inferno, Canto XIX, 70-72)

## Successione apostolica
La successione apostolica è:
- Arcivescovo Thrugot Thorstensen (1277)
- Arcivescovo Willem van Moerbeke, O.P. (1278)
- Arcivescovo Guillaume de Flavacourt (1278)
- Arcivescovo John Peckham, O.F.M. (1279)
- Vescovo Henryk Fleming (1279)
- Arcivescovo William Wickwane (1279)
- Vescovo Nicholas Cusack, O.F.M. (1280)
- Vescovo William Fraser (1280)
- Vescovo Fernando Covarrubias, O.F.M. (1280)